# Расследование Международного уголовного суда на Украине
Рассле́дование Междунаро́дного Уголо́вного Суда́ на Украи́не, или Ситуа́ция на Украи́не — ведущееся расследование Международным уголовным судом (МУС) военных преступлений и преступлений против человечности, которые предположительно происходили с 21 ноября 2013 года во время Евромайдана и далее происходят на постоянной основе во время российско-украинской войны, включающей в себя аннексию Крыма Россией, гуманитарную ситуацию во время войны на Донбассе, и вторжение России на Украину в 2022 году. Расследование получило юрисдикцию 2 марта 2022 года.

## Предварительное расследование
По состоянию на февраль 2022 года Украина не является участницей Римского статута Международного уголовного суда (МУС). В 2014 и 2015 годах Правительство Украины направило в МУС две официальные просьбы о расследовании российских военных преступлений и преступлений против человечности, возможно имевших место на Украине во время протестов и беспорядков Евромайдана 2014 года, аннексии Российской Федерацией Крыма в 2014 году, и войны на Донбассе. Первая заявка касалась событий, случившихся между 21 ноября 2013 года и 22 февраля 2014 года на всей территории Украины. Вторая заявка содержала просьбу распространить вышеозначенное расследование на все события с 20 февраля 2014 года по всей территории Украины.
25 апреля 2014 года МУС начал предварительное расследование дела о военных преступлениях. 11 декабря 2020 года Прокурор МУС Фату Бенсуда установила, что «имеются разумные основания полагать, что в контексте ситуации в Украине был совершен широкий спектр деяний представляющих собой преступления, подпадающих под юрисдикцию Суда, таких как военные преступления и преступления против человечности», и что «дела, которые, вероятно, могут быть возбуждены по итогам того или иного расследования ситуации в Украине, могут быть приняты к производству».

## История запросов и вопросы юрисдикции
25 февраля 2022 года, на следующий день после начала вторжения России в Украину Прокурор МУС Ахмад Хан заявил, что МУС может осуществить свою юрисдикцию и расследовать любые акты геноцида, преступления против человечности или военные преступления, совершенные на территории Украины. 28 февраля Хан заявил, что намеревается начать полное расследование МУС и попросил свою команду «изучить все возможности сохранения улик». Он заявил, что было бы быстрее официально начать расследование, если бы государство-член МУС передало дело на расследование в соответствии со статьей 13(а) Римского статута, а не по собственному желанию в соответствии со статьей 13(с), которая также установит юрисдикцию, но будет медленнее.
Премьер-министр Литвы Ингрида Шимоните заявила 28 февраля, что Литва потребовала начать расследование МУС. 2 марта 2022 года Хан сообщил, что получил заявления из 39 государств, что позволяет ему начать расследование в соответствии со статьей 14 Римского статута. Так же он сказал, что Прокуратура уже «выявила потенциальные дела, которые будут приняты к рассмотрению». 11 марта к обращениям присоединились Япония и Северная Македония, в результате чего общее количество направляющих государств достигло 41. 1 или 2 марта 2022 года дело о ситуации в Украине было передано в Палату предварительного производства II МУС с судьями Антуаном Кесиа-Мбе Миндуа, Томоко Акане и Росарио Сальваторе Айтала, которые должны решить, санкционировать ли расследование после получения соответствующего запроса.

## Расследование
Прокурор Хан заявил 3 марта 2022 года, что первоначальная группа, состоящая из следователей, юристов и людей с особым опытом оперативного планирования, была отправлена на территорию Украины для начала сбора доказательств. 11 марта он объявил, что его ведомство создало специальный портал, через который любое лицо, обладающее информацией, касающейся ситуации в Украине, может связаться со следователями МУС.

## Финансовое обеспечение расследования
4 марта 2022 года министры юстиции Европейского союза (ЕС) обратились к Евроюсту с просьбой оказать поддержку в расследовании военных преступлений и преступлений против человечности национальными судами и МУС. 23 марта 2022 года министерство Европы и иностранных дел Франции заявило, что предоставит ICC дополнительное финансирование в размере 500 миллионов евро и увеличит поддержку в случае необходимости.

## Проблемы с правоприменением
МУС полагается на страны-члены для оказания помощи в расследовании и правоприменении, однако многие страны не являются членами МУС, включая Индию, Китай и США. Россия вышла из МУС в 2016 году после того, как МУС постановил, что аннексия Россией Крыма равносильна «непрекращающейся оккупации». Поэтому Россия не имеет юридических обязательств сотрудничать с МУС и вряд ли будет передавать подозреваемых для суда или судебного преследования, особенно президента Владимира Путина.
30 ноября 2022 года глава Еврокомиссии Урсула фон дер Ляйен, продолжая поддерживать Международный уголовный суд, предложила создать специализированный суд при поддержке ООН для расследования российской агрессии. Франция с европейскими и украинскими партнёрами начала работу по созданию специального трибунала, который будет расследовать преступления, «совершённые в Украине после начала российской агрессии». Специальный трибунал с юрисдикцией в отношении преступлений агрессии позволил бы преследовать самых высокопоставленных руководителей России, которые в противном случае пользовались бы иммунитетом. Нидерланды, где находится Международный уголовный суд в Гааге, заявили о своей готовности принять у себя специальный трибунал.